# 趙誠俊
赵诚俊（：／ Cho Seong-jun，1948年12月18日—2022年7月20日），男，本贯漢陽趙氏，大韩民国政治人物，曾任国会议员等职。

## 生平
毕业于高丽大学法学院，曾任韩国劳动组合总联盟弘报（宣传）室长、中央执行委员，经济正义实践市民联合（经实联）中央委员。1992年进入政坛。1996年和2000年在京畿道城南市中院区当选国会议员。2006年至2007年，担任卢武铉政府经济社会劳动委员会委员长（总统咨询机构）。2022年7月20日逝世。